# Colusión de precios de pañales en Chile
La colusión de precios de pañales ocurrió en Chile ocurrió entre el año 2002 y 2011. En 2016, la Fiscalía Nacional Económica (FNE) investigó a las dos grandes empresas; CMPC Tissue y Kimberly Clark. Este caso se sumó a otros casos de colusión tales como; colusión de los Pollos, cadenas de farmacias y papel higiénico. Estas empresas tuvieron ganancias adicionales de entre US $198 millones y US $368 millones durante aquellos años.
Este hecho fue denunciado también por el Servicio Nacional del Consumidor pero, la colusión fue investigada sin que se avisara a los afectados, de esta manera se pudo asegurar el éxito de esta.
Así lo reveló el documento generado por CMPC ante la FNE en el que detalló que habrían existido entre Tissue y Kimberly Clark:  "acuerdos de alzas de precios, intercambios de información de alzas de precios, coordinación en la participación en actividades promocionales y acuerdos de posicionamientos relativos de precios que habrían afectado al negocio tissue y que se habrían alcanzado en relación con acuerdos que afectaron al negocio sanitario."

## Antecedentes
Los antecedentes que originaron la investigación partieron con la colusión del papel higiénico, iniciada en el año 2014. Esto derivó en un requerimiento en contra de las empresas CMPC y SCA Chile.
La colusión se realizó de la misma manera que la del papel higiénico. Realizaban reuniones en distintos hoteles capitalinos en donde se traspasaba la información y alza de precios. 
Según reconocieron desde la CMPC, la primera junta fue en el ex Hotel Carrera, ahí se juntaron el gerente general de Kimberly Clark, Gonzalo Eguiguren, y en ese entonces gerente general de CMPC Tissue Chile, Eduardo Serrano. En este almuerzo se acordó mantener conversaciones para competir sin destruir los niveles de precios.
Después de eso, describieron desde la CMPC que existieron otras coordinaciones, las cuales tuvieron como objetivo acordar cuál sería el alza de los precios y el posicionamiento de estos.
Las llamadas telefónicas y encuentros esporádicos fueron para establecer una “guerra de precios”. Según la autodenuncia, estas juntas fueron esporádicas, en un ambiente general de competencia y fuertes variaciones en la participación de mercado. Luego de la salida de Eguiguren en 2016 por ser relacionado injustamente, las reuniones se terminan.
Por otra parte, anteriormente la empresa Kimberly Clark ya había sido investigada en Colombia y Perú, lo que generó una alarma en la FNE. Sin embargo, solo en Colombia fue sancionada la empresa.

## Sentencia
El caso fue derivado en un requerimiento por la FNE ante el Tribunal de Defensa de la Libre Competencia (TDLC). El caso de colusión de pañales no gatillaron en una denuncia, ya que los casos de colusión se prescriben en un plazo de 5 años.
Respecto a la investigación que se llevó a cabo, la autoridad explicó que la Fiscalía actuó conforme a la ley. Primero se iniciarion investigaciones de oficio y, luego, se ejercieron las acciones correspondientes en el mercado del tissue. A la par, se siguió investigando el mercado de los pañales para determinar si, independiente de la fecha de los contactos, hubo efectos que permitieran extender la prescripción. Esto último se descartó al no contener más información. El cierre de la investigación de la arista de los pañales, no generó acciones ante el TDLC por otras partes.

## Compensación
Tras el reconocimiento de la existencia de colusión ante la Fiscalía Nacional Económica entre los años 2002 y 2010, CMPC llegó a un acuerdo con el Servicio Nacional del Consumidor para entregar más de 6,5 millones de pañales al sistema público y el programa Chile Crece Contigo.
Tras reconocer ante la Fiscalía Nacional Económica la existencia de colusión con una marca de pañales, la empresa CMPC llegó a un acuerdo con el Servicio Nacional del Consumidor (SERNAC) para entregar una cantidad superior a 170 mil paquetes de pañales al sistema público.
La primera donación fue realizada al Hospital Josefina Martínez, establecimiento donde son atendidos más de 70 niños de alta complejidad y cuidado extremo. El objetivo del ministerio fue que se pueda alcanzar a la mayor cantidad de niños y niñas en situación de vulnerabilidad del país.